# Eterni (Marvel Comics)
Gli Eterni (Eternals) sono un gruppo di personaggi dei fumetti pubblicati dalla Marvel Comics. Sono una specie di esseri immortali (il fittizio nome scientifico degli Eterni nell'universo Marvel è "Homo immortalis") e dotati di superpoteri. Ideati da Jack Kirby (testi e disegni) e pubblicati dalla Marvel Comics, sono apparsi la prima volta in The Eternals (prima serie) n. 1 (luglio 1976).
Sono un ramo del genere umano manipolato geneticamente dai Celestiali, in continua lotta con la loro controparte malvagia, i Devianti.

## Biografia dei personaggi

### Origini
Circa un milione di anni fa, le creature note come Celestiali, dopo aver fatto lo stesso su altri innumerevoli pianeti, tra cui quello degli Skrull e dei Kree, giungono sulla Terra per sperimentare con il genoma umano. Questa Prima Schiera (First Host) dei Celestiali crea 100 individui di due razze: gli immortali e potenti Eterni e i degenerati Devianti. Inoltre, manipolano il DNA di alcune scimmie, portando così alla nascita, generazioni dopo, di primati dotati di superpoteri eliminati poco meno di un milione di anni fa da Uranus.

### Scisma
Mentre i Devianti si rifugiano nel sottosuolo, fondando il regno di Lemuria, gli Eterni, guidati da Kronos e Uranos, edificano in nordamerica la città di Titanos e ne fanno la propria roccaforte. Circa 600.000 anni fa, però, dissidi tra i due leader portano la stirpe a separarsi fino allo scoppio di una sanguinosa guerra civile che, alla fine, costringe gli sconfitti seguaci di Uranos a fuggire in esilio su Urano. Dopo il conflitto, Kronos si dedica completamente alla scienza, finché un improvviso incidente di laboratorio distrugge la città e lo uccide, trasformandolo in un'entità cosmica. Raccolta l'eredità del padre, A'Lars e Zuras decidono di unire le essenze mentali degli Eterni, dando vita all'Uni-Mente (Uni-Mind), per decidere unanimemente il nuovo leader. Il compito ricade su Zuras e A'Lars, per evitare dissidi, decide di andare in esilio.
Intanto, alcuni membri degli esuli di Uranos cercano di far ritorno sulla Terra ma i loro piani sono ostacolati da una nave Kree che, scambiatili per nemici, li abbatte. Gli esuli riparano su una luna di Saturno, Titano, dove fondano una nuova colonia. I Kree, dopo aver recuperato il corpo di uno degli esuli , scoprono la Terra e decidono di sperimentare su alcuni umani. Ciò porterà alla nascita dei primi Inumani.
La litigiosità degli esuli di Uranos porta ad una nuova guerra civile e ad altri spargimenti di sangue. In uno dei suoi vagabondaggi, A'Lars giunge su Titano, dove incontra l'ultima superstite degli esuli: Sui-San. I due si innamorano e decidono di riportare la vita sulla luna. Costruiscono l'IA di ISAAC e, grazie ad essa, riportano Titano all'antico splendore. A'Lars, prende quindi il nome di Mentore (Mentor), signore degli Eterni di Titano. Gli Eterni della Terra, intanto, abbandonate le rovine di Titanos, fondano le città di Olympia, in Grecia, Polaria, in Siberia, e Oceana, nell'Oceano pacifico.

### Epoca antica
Gli Eterni della Terra cominciano a seguire da vicino l'evoluzione delle civiltà umane, fornendo sostegno agli uomini e aiutandoli a progredire. Ai tempi dell'antica Grecia, gli Eterni di Olympia e le creature extra dimensionali degli Olimpi (Olympians) entrano in contatto e, notando somiglianze tra di loro, stringono un patto con il quale gli Eterni accettano di agire come loro rappresentanti sulla Terra. Una conseguenza involontaria di questo trattato fu che, nel corso degli anni, molti umani avrebbero scambiato gli Eterni per i veri dei dell'Olimpo.Intorno al 1000 d.C., un gruppo di Eterni di Polaria guidati da Virako si sposta in America dove, sotto le vesti di antiche divinità azteche, come Quetzalcoatl e Kukulkán, porta la civiltà ai popoli Maya, Aztechi e Inca e, in Sud America, fonda la città di Celestia.
Pochi anni dopo, i Celestiali tornano sulla Terra. Con l'arrivo della Terza Schiera (Third Host), gli Eterni collaborano con gli esseri spaziali e preparano il campo per la loro successiva venuta. A tal fine, Ajak, Eterno di Polaria, incaricato di essere il tramite tra Celestiali e terrestri, viene posto in animazione sospesa all'interno del Tempio degli Dei dello Spazio (Temple of the Space Gods), tra le Ande, in attesa della Quarta Schiera (Fourth Host) che sarebbe giunta 1000 anni dopo per giudicare gli umani.

### Epoca moderna

#### La Quarta Schiera
Verso la fine degli anni settanta del Novecento, all'avvicinarsi della Quarta Schiera, il giornalista Ike Harris, alias dell'Eterno Ikaris, conduce l'archeologo Daniel Damian e sua figlia Margo presso il Tempio degli Dei, dove rivela loro tutta la verità sugli Eterni e sulle origini del genere umano. I tre vengono attaccati da un gruppo di Devianti guidati da Kro; Ikaris protegge i due civili e risveglia il compagno Eterno Ajak, il quale attiva un radiofaro per richiamare i Celestiali. I Devianti, spaventati da un ritorno dei Celestiali, decidono di attaccare New York, nel tentativo di aizzare gli umani contro i signori dello spazio. I Devianti catturano anche alcuni Eterni, tra cui Ikaris e Sersi. Zuras, quindi, invia Makkari e Thena a difendere la città e a salvare i compagni. Thena raggiunge una tregua con Kro e, per mezzo dell'antropologo Samuel Holden, svela al mondo la verità sulle origini degli Eterni e dei Devianti.
Intanto, Odino di Asgard, Padre degli Dèi, spaventato dall'arrivo dei Celestiali sulla Terra, convoca gli dèi di tutti in pantheon terrestri e li convince a conferirgli temporaneamente i loro poteri per contrastare la possibile minaccia incombente. Temendo un giudizio negativo da parte delle creature celestiali, anche gli Eterni, sotto forma di Uni-Mente, si uniscono a Odino. Lo scontro termina con la morte di Zuras e con la Quarta Schiera che, nonostante tutto, giudica positivamente l'umanità, lasciando ancora una volta la Terra.

### Significato dei nomi
Gli Eterni hanno attraversato i millenni e sono stati conosciuti da varie civiltà, le quali solitamente li scambiavano per dèi. I nomi di alcune divinità ed eroi umani derivano, nella finzione del fumetto, da quelli degli Eterni.
- Da Ajak (in precedenza noto anche come Ajax) deriva Aiace.
- Da Makkari deriva Mercurio.
- Da Sersi deriva Circe.
- Da Thena deriva Atena.
- Da Zuras deriva Zeus.
- Da Gilgamesh deriva l'eroe omonimo.
- Da Ikaris deriva Icaro, che è anche, nella finzione, il figlio morto prematuramente dell'Eterno.

## Lista degli Eterni
- 0-XXII
- A'Lars
- Aginar
- Ajak
- Akpaxa
- Alto
- Amaa
- Arex
- Argii
- Argos
- Arlok
- Astron
- Aurelle
- Aztartae
- Bakkus
- Betilakk Il Solitario
- Ceyote
- Cybele dei tempi presenti
- Daina dei tempi passati
- Dazh
- Domo
- Donarr
- Druig
- Dumuza

- Elektryon
- Eramis
- Escluso "E"
- Escluso "H"
- Escluso "T"
- Fionnmak
- Harpokratis
- Helios
- Hippocratis
- I-chel
- I Fratelli Delfici (4)
- Il Cavaliere scortese
- Il Dimenticato
- Ikaris
- Ishta
- Ivani toccodorato
- Jack di lame
- Jutro
- Kalos Il Distruttore
- Karnai
- Kernis Cornato
- Kharon
- Khonchan
- Khoryphos

- Kingo Sunen
- Kreznak
- Kronos
- L'Argentea sposa del paradiso
- La Madre elfica
- La Regina delle mazze
- Legba
- Luis tre-dita
- Mabb
- Maestro Elo
- Makkari
- Mara
- Oceanus
- Ora del vaso Pandemonium
- Orla che non vede
- Pannix
- Perse
- Phastos
- Phebe Reginax
- Psykos
- Rakar
- Regina Tabte
- Rheaka Centaurus
- Scab

- Sersi
- Shastra
- Soule Il Bruciato
- Sui-san
- Suyin King
- Sygmar
- Syne La Memotaur
- Tengrai
- Tetytrona
- Thanos
- Themex
- Thena
- Thieaka L'Harpsicus
- Thyrio
- Titanis
- Tulayn dei tempi futuri
- Tungac
- Ur-luciva
- Uranus
- Utunaa
- Valkin
- Veron
- Virako
- Zarin
- Zuras

## Poteri e abilità
Gli Eterni presentano abilità fisiche e mentali superiori a quelle dell'homo sapiens. Essi sono più forti e veloci degli umani, hanno una sorta di campo di forza che sta continuamente a contatto con la loro pelle rendendoli resistentissimi, guariscono rapidamente dalle ferite, esercitano un certo controllo sulla struttura molecolare della materia, possono levitare e far levitare gli oggetti, possono controllare parzialmente la mente altrui, possono talvolta teletrasportarsi; sono inoltre eternamente giovani e immortali: qualora vengano uccisi, infatti, rinascono a Olympia, adulti e con i ricordi intatti.
Pare che ogni Eterno abbia più o meno lo stesso potenziale degli altri, ma l'indole e l'esperienza millenaria rendono ciascun Eterno unico, per quanto riguarda la specializzazione dei poteri. Pare inoltre che esistano varie classi di Eterni, definite appunto dalle loro capacità specifiche: per ora sono stati nominati i moventi (ad esempio Ikaris), particolarmente bravi a levitare e ad esercitare la telecinesi, e i plasmanti (ad esempio Sersi, Druig, Sprite e Legba), particolarmente abili nel modificare la materia e nel trasformare oggetti e esseri viventi.
Ogni Eterno ha quindi poteri e abilità che lo caratterizzano:
- Ikaris, movente, può volare a enormi velocità (non si limita alla levitazione), far levitare oggetti enormi ed emette raggi di energia dagli occhi;
- Makkari può muoversi alla velocità della luce;
- Sersi, plasmante, è particolarmente abile nella manipolazione della materia;
- Sprite, plasmante, può anche creare potenti illusioni;
- Ajak può comunicare con i Celestiali.

## Edizioni in lingua italiana
La serie dedicata agli Eterni è stata pubblicata in Italia dalla Editoriale Corno, in una collana mensile di 29 numeri di 64 pagine a colori, formato similare a quello de L'Uomo Ragno Gigante, dal marzo 1978 al luglio 1980.
La collana italiana ha pubblicato inoltre storie dei personaggi Omega lo sconosciuto, Nova, Guardiani della Galassia, Deathlok (ribattezzato Cybernus in quell'occasione), Fante di cuori, Torpedo, Mister Macchina, Moon Knight, Uomo 3-D.

## Altri media
La serie italiana dedicata agli Eterni è stata citata nell'episodio con Renato Pozzetto del film a episodi Io tigro, tu tigri, egli tigra.

### Cinema

Gli Eterni nell'omonimo film

La prima apparizione di un Eterno nel Marvel Cinematic Universe è quella di Thanos, verificatasi in una scena postcrediti di The Avengers del 2012, interpretato da Damion Poitier (ruolo successivamente assegnato a Josh Brolin). Nell'aprile 2018, Kevin Feige annunciò che un film basato sugli Eterni era in fase di sviluppo, con Sersi quale personaggio principale. Nel settembre successivo la Marvel assunse la regista Chloé Zhao per dirigere la pellicola.. Durante il San Diego Comic-Con 2019 il presidente dei Marvel Studios Kevin Feige ha annunciato la data di uscita del film per il 6 novembre 2020, data successivamente rimandata al 5 novembre 2021 a causa della pandemia di COVID-19.